# (7902) Hanff
(7902) Hanff est un astéroïde de la ceinture principale.

## Description
(7902) Hanff est un astéroïde de la ceinture principale. Il fut découvert le 18 avril 1996 à La Silla par Eric Walter Elst. Il présente une orbite caractérisée par un demi-grand axe de 2,87 UA, une excentricité de 0,04 et une inclinaison de 2,7° par rapport à l'écliptique.

## Compléments